# Дамган (Француска)
Дамган (фр. Damgan) насеље је и општина у северозападној Француској у региону Бретања, у департману Морбијан која припада префектури Ван.
По подацима из 2011. године у општини је живело 1629 становника, а густина насељености је износила 160,33 становника/km². Општина се простире на површини од 10,16 km². Налази се на средњој надморској висини од 3 метра (максималној 20 m, а минималној 0 m).

## Демографија
| 1962. | 1968. | 1975. | 1982. | 1990. | 1999. | 2011. |
| ----- | ----- | ----- | ----- | ----- | ----- | ----- |
| 812   | 814   | 874   | 905   | 1.032 | 1.327 | 1.629 |

График промене броја становника у току последњих година